# Otomops formosus
Otomops formosus (Chasen, 1939) è un pipistrello della famiglia dei Molossidi endemico dell'isola di Giava.

## Descrizione

### Dimensioni
Pipistrello di medie dimensioni, con la lunghezza della testa e del corpo tra 79 e 86 mm, la lunghezza dell'avambraccio tra 56,5 e 60,5 mm, la lunghezza della coda tra 36 e 43 mm, la lunghezza del piede tra 10 e 10,9 mm, la lunghezza delle orecchie tra 28,4 e 30 mm e un peso fino a 27 g.

### Aspetto
La pelliccia è corta e vellutata. Le parti dorsali sono bruno-nerastre con la testa giallo-grigiastra e una banda grigia lungo le spalle, mentre le parti ventrali sono più chiare, giallo-grigiastre sulla gola e gli avambracci. Il muso è lungo, il labbro superiore è espansibile, ricoperto di microscopiche pliche cutanee ma privo di setole. Le orecchie sono grandi, lunghe, arrotondate, rivolte in avanti ben oltre la punta del naso ed unite lungo la parte superiore del muso e lungo il margine anteriore, il quale è ricoperto di piccole dentellature. La superficie interna del padiglione auricolare è ricoperta di pieghe cutanee. È privo del trago e dell'antitrago. La coda è lunga, tozza e si estende per più della metà oltre l'uropatagio.

## Biologia

### Comportamento
Due individui sono stati catturati in una cavità di un albero.

### Alimentazione
Si nutre di insetti.

## Distribuzione e habitat
Questa specie è conosciuta soltanto attraverso quattro esemplari catturati nel 1939 e nel 1990 nella parte occidentale dell'isola di Giava.

## Conservazione
La IUCN Red List, considerata la scarsità di informazioni circa l'estensione dell'areale, le dimensioni della popolazione e le minacce, classifica O.formosus come specie con dati insufficienti (DD).